# Angola-Deutsche
Als Angola-Deutsche werden deutsche Familien bezeichnet, die im 20. Jahrhundert in das damals noch von der Kolonialmacht Portugal regierte Angola auswanderten und dort vorwiegend Landwirtschaft betrieben. Sie widmeten sich insbesondere dem Anbau von Kaffee und Sisal, dem Holzbau sowie in Süd-Angola auch der Viehzucht.
Die nach 1975 emigrierten Deutschen haben sich in der „Interessengemeinschaft der Angola-Deutschen“ (IAD) organisiert.

## Geschichte
Nach der deutschen Niederlage im Ersten Weltkrieg wanderten deutsche Siedler aus den deutschen Kolonien meist in portugiesische Kolonien aus, da die übrigen Kolonialmächte Großbritannien, Frankreich und Belgien keine Deutschen aufnehmen wollten. So kamen insbesondere Siedler aus dem benachbarten Deutsch-Südwestafrika nach Angola, aber auch verarmte Landbesitzer, Bauern und Adelige aus Deutschland. Über 1400 Deutsche wanderten von 1915 bis in die 1930er Jahre nach Angola aus oder ließen Plantagen durch Verwalter betreiben. Sie zählten damit zu den größeren und wirtschaftlich bedeutenderen ausländischen Gemeinden in der portugiesischen Kolonie, die Farmer wurden die größten Arbeitgeber vor Ort. 
Im vorherigen 19. Jahrhundert und im weiteren Verlauf sind lediglich einige deutsche Forschungsreisende zu konstatieren.
Fast alle von ihnen verließen nach der Unabhängigkeitserklärung Angolas 1975 und dem danach eskalierenden angolanischen Bürgerkrieg das Land und gingen nach Südwestafrika oder nach Deutschland; nicht wenige wurden Opfer der Kämpfe. Die Landgüter wurden zumeist enteignet oder verfielen im weiteren Verlauf des Bürgerkriegs.
Zentrum der Angola-Deutschen war vor allem Benguela, wo es seinerzeit auch eine deutsche Schule gab. Weitere Siedlungsschwerpunkte fanden sich neben Benguela auch in der Region rund um die Stadt Huambo. Einzelne deutsche Familien leben auch heute noch oder wieder um die Kleinstadt Calulo in der Provinz Kwanza Sul sowie in der Hauptstadt Luanda.